# M. 바이슨
M. 바이슨(M. Bison)은 캡콤의 스트리트 파이터 시리즈에 등장하는 인물이다. 1991년 《스트리트 파이터 II: 더 월드 워리어》에서 샤돌루 총수 베가의 부하로 첫등장했다. 해외의 이름은 발록(Balrog)으로, 모티브는 현실 복서 마이크 타이슨이다. 해외에서 초상권 등의 관련 소송이 걸릴 것을 우려하여 해외판에는 다른 이름으로 되어 있다.